# Microtragus senex
Microtragus senex là một loài bọ cánh cứng trong họ Cerambycidae.